# Brummershop
Der Brummershop ist ein Naturschutzgebiet in der niedersächsischen Stadt Bückeburg und der Gemeinde Seggebruch in der Samtgemeinde Nienstädt im Landkreis Schaumburg.
Das Naturschutzgebiet mit dem Kennzeichen NSG HA 101 ist 14 Hektar groß. Es liegt westlich von Helpsen und stellt ein durch Staunässe geprägtes Feuchtgebiet im Bereich einer Grundmoränensenke unter Schutz. Im Naturschutzgebiet liegen Grünländereien, die als zweischürigen, also zweimal im Jahr gemähten Feucht- und Streuwiesen extensiv genutzt werden, sowie Erlenbruch- und Eichenmischwald.
Die Mähwiesen im Naturschutzgebiet sind reich an Orchideen. Daneben kommen Mädesüßfluren, Großseggenriedern, Sumpfreitgras- und Rohrglanzgrasbestände vor.
Das Naturschutzgebiet ist in einer landwirtschaftlich überwiegend intensiv genutzten Landschaft ein Rückzugs- und Lebensraum zahlreicher Pflanzen- und Tierarten. Die zum Zeitpunkt der Unterschutzstellung im Süden des Gebietes vorhandenen Ackerflächen sind mittlerweile zu Grünland umgewandelt worden.
Das Gebiet steht seit dem 19. Juni 1986 unter Naturschutz. Zuständige untere Naturschutzbehörde ist der Landkreis Schaumburg.